# Rietschen
Rietschen (górnołuż. Rěčicyⓘ) – miejscowość i gmina w Niemczech, w kraju związkowym Saksonia, w okręgu administracyjnym Drezno, w powiecie Görlitz, siedziba wspólnoty administracyjnej Rietschen.

## Nazwa
Nazwa pochodzi od łużyckiej nazwy "rzeki" - "rěka". Heinrich Adamy w swoim dziele o nazwach miejscowości na Śląsku wydanym w 1888 roku we Wrocławiu wymienia jako najstarszą zanotowaną nazwę miejscowości Rieczina podając jej znaczenie "Ort am Bach" czyli po polsku "Miejscowość nad potokiem". Pierwotna łużycka nazwa została później przez Niemców fonetycznie zgermanizowana na Rietschen tracąc swoje pierwotne znaczenie.